# Bảo tàng Giao thông Công cộng ở Poznań
Bảo tàng Giao thông Công cộng ở Poznań (tiếng Ba Lan: Muzeum Komunikacji Miejskiej w Poznaniu) là một bảo tàng nằm trong kho xe điện, tọa lạc tại số 131/133 Phố Głogowska, Poznań, Ba Lan. Chủ sở hữu của Bảo tàng là Công ty vận tải thành phố ở Poznań.

## Lược sử hình thành
Bảo tàng Giao thông Công cộng ở Poznań được thành lập vào năm 2006, nhân dịp kỷ niệm 100 năm tổng kho ở Phố Głogowska ở Poznań và kỷ niệm 10 năm ra đời xe điện nhanh Poznań. Nhân dịp kỷ niệm này, một phòng truyền thống được thành lập và trở thành nơi trưng bày các hiện vật và kỷ vật được mang đến từ tòa "Nhà xe điện" ở Phố Słowackiego và từ các tòa nhà khác thuộc sở hữu của Công ty vận tải thành phố.

## Triển lãm
Bộ sưu tập của Bảo tàng Giao thông Công cộng ở Poznań hiện đang bao gồm các triển lãm sau: Những bức ảnh chụp kho hàng tại Gajowa Street từ năm 1905, Ghế hành khách cũ từ loại xe điện 105N.  máy bán vé, trước đây được đặt tại trạm dừng xe điện Wierzbięcice (trước đây là Dworzec PKS) tại vị trí cũ của trạm xe buýt.
Quà lưu niệm liên quan đến giao thông công cộng ở Poznań, cờ hiệu, vé cổ, ảnh, ấn phẩm, mũ lưỡi trai., và các thứ khác.

## Giờ mở cửa
Bảo tàng Giao thông Công cộng ở Poznań không mở cửa hàng ngày vì Bảo tàng nằm trong khuôn viên của một kho xe điện đang hoạt động. Du khách chỉ có thể đến đây bằng tuyến xe điện du lịch lịch sử số 0, chạy vào các ngày Thứ Bảy và Chủ Nhật, từ cuối tháng Tư đến cuối tháng Chín.